# 冨士月の栄
冨士 月の栄（ふじ つきのえ、1926年1月29日 - 2014年8月16日 ）は女流浪曲師。本名：飯田智恵子。
戦後関西浪曲界の2代目春野百合子共に大看板。

## 人物と芸風
鳥取県東伯郡の生まれ、1941年9月に冨士月子に入門し月の栄を名乗る。翌年の1942年1月に和歌山県由良町の八千代座で初舞台。
戦後おりしも浪曲の衰退に伴い浪曲ショウ「月の栄ショウ」を編成していた事もある。
涙物、戦争物を得意とし『大阪大空襲』『母子かんざし』『やどり木の歌』『母ちゃん死ぐのいやだ』『ああ海ゆかば 戦艦陸奥』（新野新作）等を得意とした。ローオンレコードから最初に録音をし多くのLPレコードを販売。
2014年8月16日老衰のため、大阪市城東区内の病院で死去。
曲師を務めたのが冨士久栄、小林境（音頭ショウ「若葉トリオ」のメンバー）、阪口つや子他。

## 主な受賞
- 1947年 - NHK新人浪曲コンクール最優秀賞。